# Central Ohio Film Critics Association Awards 2015
14. ročník předávání cen asociace Central Ohio Film Critics Association se konal 7. ledna 2016. Nominace byly oznámeny 3. ledna 2016.

## Vítězové a nominovaní

### Nejlepší film
1. Spotlight
2. V hlavě
3. Room
4. Šílený Max: Zběsilá cesta
5. Ex Machina
6. Sicario: Nájemný vrah
7. Star Wars: Síla se probouzí
8. Revenant Zmrtvýchvstání
9. Sázka na nejistotu
10. Marťan

### Nejlepší režisér
Tom McCarthy – Spotlight
- George Miller – Šílený Max: Zběsilá cesta (2. místo)
- Todd Haynes – Carol
- Alejandro González Iñárritu– Revenant Zmrtvýchvstání
- Denis Villeneuve – Sicario: Nájemný vrah
- Ridley Scott – Marťan

### Nejlepší adaptovaný scénář
Adam McKay a Charles Randolph – Sázka na nejistotu
- Emma Donoghue – Room (2. místo)
- Nick Hornby – Brooklyn
- Drew Goddard – Marťan
- Aaron Sorkin – Steve Jobs

### Nejlepší původní scénář
Tom McCarthy a Josh Singer – Spotlight
- Pete Docter, Meg LeFauve a Josh Cooley – V hlavě (2. místo)
- Alex Garland – Ex Machina
- Quentin Tarantino – Osm hrozných
- Taylor Sheridan – Sicario: Nájemný vrah

### Nejlepší herec v hlavní roli
Leonardo DiCaprio – Revenant Zmrtvýchvstání
- Michael Fassbender – Steve Jobs (2. místo)
- Matt Damon – Marťan
- Johnny Depp – Black Mass: Špinavá hra
- Jacob Tremblay – Room

### Nejlepší herečka v hlavní roli
Brie Larson – Room
- Alicia Vikander – Dánská dívka (2.–3. místo)
- Saorise Ronan – Brooklyn (2.–3. místo)
- Cate Blanchett – Carol
- Charlize Theron – Šílený Max: Zběsilá cesta

### Nejlepší herec ve vedlejší roli
Benicio del Toro – Sicario: Nájemný vrah
- Oscar Isaac – Ex Machina (2. místo)
- Mark Ruffalo – Spotlight
- Tom Hardy – Revenant Zmrtvýchvstání
- Sylvester Stallone – Creed

### Nejlepší herečka ve vedlejší roli
Alicia Vikander – Ex Machina
- Jennifer Jason Leigh - Osm hrozných (2. místo)
- Rooney Mara – Carol
- Kate Winslet– Steve Jobs
- Rachel McAdams – Spotlight

### Nejlepší dokument
Podoba ticha
- Amy (2. místo)
- Best of Enemies
- Going Clear: Scientology and the Prison of Belief
- The Wolfpack

### Nejlepší cizojazyčný film
Fénix
- Divoké historky (2. místo)
- Assassin
- Dobrou, mámo
- Kmen
- Timbuktu

### Nejlepší animovaný film
V hlavě
- Anomalisa (2. místo)
- Hodný dinosaurus
- Snoopy a Charlie Brown. Peanuts ve filmu
- Ovečka Shaun ve filmu

### Nejlepší kamera
Emmanuel Lubezki – Revenant Zmrtvýchvstání
- John Seale – Šílený Max: Zběsilá cesta (2. místo)
- Roger Deakins – Sicario: Nájemný vrah
- Robert Richardson – Osm hrozných
- Dariusz Wolski – Marťan

### Nejlepší střih
Margaret Sixel – Šílený Max: Zběsilá cesta
- Joe Walker – Sicario: Nájemný vrah (2. místo)
- Stephen Mirrione – Revenant Zmrtvýchvstání
- Tom McArdle – Spotlight
- Maryann Brandon a Mary Jo Markey – Star Wars: Síla se probouzí

### Nejlepší filmová hudba
Ennio Morricone – Osm hrozných
- Junkie XL – Šílený Max: Zběsilá cesta (2. místo)
- Michael Giacchino – V hlavě
- Carter Burwell – Carol
- Jóhann Jóhannsson – Sicario: Nájemný vrah

### Nejlepší obsazení
Spotlight
- Osm hrozných (2. místo)
- Sázka na nejistotu
- Steve Jobs
- Ex Machina

### Herec roku (pro příkladnou práci)
Alicia Vikander (Dokonalý šéf, Dánská dívka, Ex Machina, Krycí jméno U.N.C.L.E., Sedmý syn, Testament mládí)
- Domhnall Gleeson (Brooklyn, Ex Machina, Revenant Zmrtvýchvstání, Star Wars: Síla se probouzí) (2. místo)
- Cate Blanchett (Carol, Popelka, Truth)
- Michael Fassbender (Macbeth, Slow West, Steve Jobs)
- Tom Hardy (Dítě číslo 44, Legendy zločinu, Šílený Max: Zběsilá cesta, Revenant Zmrtvýchvstání)

### Objev roku
Alicia Vikander (Dokonalý šéf, Dánská dívka, Ex Machina, Krycí jméno U.N.C.L.E., Sedmý syn, Testament mládí) (herečka)
- Sean Baker (Transdarinka) (producent, režisér, scenárista, střih, kamera) (2. místo)
- Joel Edgerton (Dárek) (producent, režisér a scenárista)
- David Robert Mitchell (Neutečeš) (producent, režisér a scenárista)
- Jacob Tremblay (Room) (herec)
- Daisy Ridley (Star Wars: Síla se probouzí) (herečka)

### Nejvíce přehlížený film
Kmen
- Dárek (2. místo)
- Já, Earl a holka na umření
- Mistress America
- Slow West
- Konec šňůry